# جيرمي أليادير

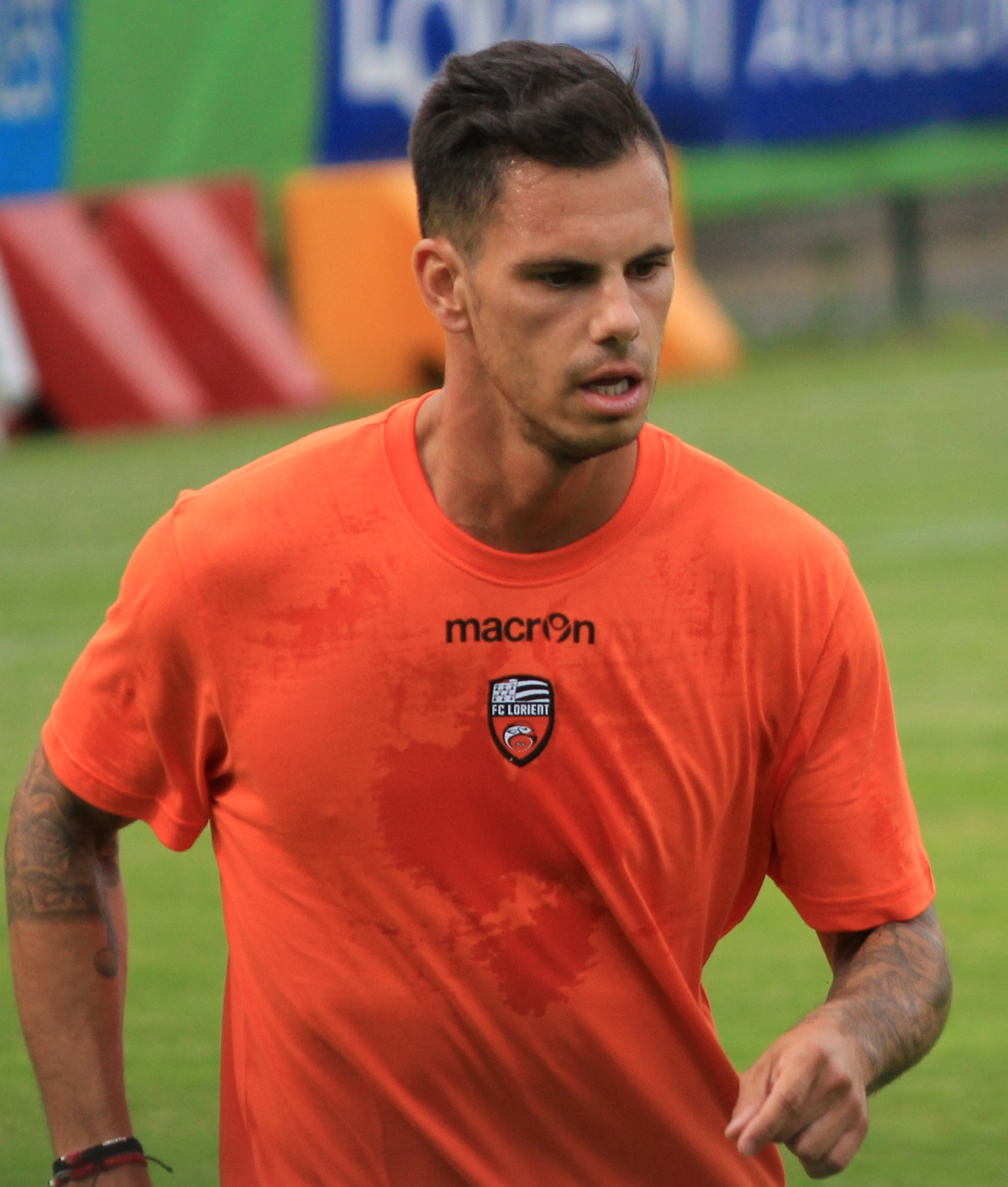

جيرمي أليادير (بالفرنسية: Jérémie Aliadière)‏، من مواليد 30 مارس 1983 في رامبوليت في فرنسا، لاعب كرة قدم فرنسي. من اصول جزائرية.
بدأ مسيرته الكروية مع نادي آرسنال الإنجليزي في عام 1999، وفي عام 2005 أعير إلى نادي سيلتك الإسكتلندي، وفي موسم 2005/2006 أعير إلى نادي وست هام يونايتد الإنجليزي، ولعب معه 7 مباريات، وفي عام 2006 لعب مع نادي ولفرهامبتون واندرز الإنجليزي، ولعب معه 14 مباراة وسجل هدفين، ومن ثم مع نادي ميدلزبره الإنجليزي، وهو حاليا مع نادي لوريان الفرنسي

## روابط خارجية
- جيرمي أليادير على موقع قاعدة بيانات كرة القدم.إي يو (الإنجليزية)
- جيرمي أليادير على موقع Soccerbase.com (لاعب) (الإنجليزية)
- جيرمي أليادير على موقع Soccerway.com (الإنجليزية)
- جيرمي أليادير على موقع عالم كرة القدم.نت (الإنجليزية)